# Szláv korridor
A szláv korridor (cseh korridor vagy csehszlovák korridor néven is ismert) az 1919-es párizsi békekonferencián Csehszlovákia részéről előterjesztett és a nagyhatalmak által elutasított javaslat volt, amely alapján Csehszlovákia és a Szerb-Horvát-Szlovén Királyság (a későbbi Jugoszlávia) területét kb. Pozsonytól Zágrábig kötötték volna össze.

### A korridor történelmi előzményei
Az északi és déli szlávokat összekötő korridor (folyosó) ötlete már az 1848-as "népek tavaszán" megjelent. Lényege az volt, hogy a magyar honfoglalás által egymástól elvágott északi és déli szlávokat a Kárpát-medencén keresztül (ahol a 9. században jobbára szláv népek éltek) újra kell egyesíteni. Több változata is élt az elképzelésnek, miszerint (1) Csehországot Alsó-Ausztria, Felső-Ausztria, Stájerország és Karintia bekebelezésével össze kell kötni Horvátországgal; (2) a magyar Dunántúlt a Balaton magasságában fel kell osztani a szlovákok és a horvátok közt; (3) Horvátország és Csehország közt Bécs központtal létre kell hozni egy szlovén államot Ausztria keleti és Magyarország nyugati területein; (4) Oroszországhoz kell csatolni Kárpátalját és a Partiumot, hogy a Szerbiához csatolandó Bánáttal szomszédos legyen, így létrejöjjön a szerb-orosz határ. A négy nyugat-magyarországi vármegyét (Moson, Sopron, Vas és Zala) részben vagy egészben (a sümegi, tapolcai, balatonfüredi és keszthelyi járások esetleges kivételével) szláv fennhatóság alá helyező, a majdani Csehszlovákiát (korabeli nevén Cseh-Szlovákországot) Jugoszláviával (eredeti nevén Szerb-Horvát-Szlovén Királysággal) összekötő folyosó ötlete Karel Kramář cseh pánszlávista politikustól származik, melyről a francia orvos, Arthur Chervin könyvet is írt "Prágától az Adriáig" címmel. A korridorról cseh és délszláv körökben is különböző elképzelések születtek. Tomáš Masaryk egy jóval enyhébb tervvel állt elő, a Mosonmagyaróvár-Szombathely-Körmend-Zalaegerszeg-Nagykanizsa vonaltól nyugatra eső határt akart, ám Edvard Beneš Masaryk "minimalista" ötletének és a korábbi maximalista elképzeléseknek az "átlagolására" jutott. Emellett a korridor nyugati határait is kiegyenesítette Ausztria rovására. Az ő javaslatait fogadták el a cseh politikusok (és hagyták jóvá a délszlávok is), így ez a terv került a párizsi békekonferencia asztalára.
A korridor nyugati határa a Morva folyó torkolatával szemben kezdődött, majd végig a Lajta, a Pitten és a Lapincs folyón haladt, így nyugatabbra húzódott a történelmi osztrák-magyar határnál, ezáltal Alsó-Ausztriából levágott egy keskeny keleti sávot, Stájerországból pedig a tartomány északkeleti csücskében lévő néhány települést. A korridor keleti határa Mosonmagyaróvár és Kimle közt kezdődött, majd onnan egyenesen a Répce folyó felé ment, ahonnan Répcelak magasságáig azt követte. Répcelaknál áttért a Répce-árapasztó és a Kis-Rába patakra pár kilométer erejéig, majd Rum magasságáig a Rába folyót követte. Onnan a Széplak-patak völgyében ment tovább Zalabérig, ahol a Zala-kanyarban elérte a Zala folyót. Zalabértől A Kis-Balatonig a határ a Zalán húzódott. A Kis-Balaton aljától a Zala-Somogyi határárok és a Miháldi-vízfolyás mentén Nagykanizsátó keletre érte el a Dráva folyót.

### A korridor ötletének virágzása és bukása
A korridort a franciák kivételével a nyugati hatalmak nem támogatták, mivel a szláv népek egyesülésében komoly veszélyt láttak.
A terület jövőbeli státuszáról komoly viták folytak (pl. Cseh-Szlovákországhoz vagy a Szerb-Horvát-Szlovén Királysághoz tartozzon-e, avagy maradjon a Népszövetség ellenőrzése alatt). Jugoszláv részről elsősorban a szlovénok és a horvátok mutattak érdeklődést a korridort iránt, hogy a kérdéses területen élő szlovénok (vendek) és horvátok (krabótok/gradistyeiek) is részei legyenek a szláv egységnek. A szerbek (akik Jugoszlávia vezető népe voltak) különösebben nem foglalkoztak a folyosó kérdésével. Volt olyan elképzelés, miszerint a vasi és zalai területeket Jugoszlávia, a mosoni és soproni részt Csehszlovákia kapná, de a békekonferencián Belgrád kijelentette, hogy ő csak Vendvidékre (Szentgotthárd, Gyanafalva környéke) és az Őrségre tart igényt. A többi terület így "Várvidéki Autonóm Tartomány" (csehül: Hradská Autonomní Oblast; szlovákul: Hradská Autonómna Oblast') néven Csehszlovákiához került volna.
Az ötletet végül a nagyhatalmak elvetették, mondván a szóban forgó területen a szlávok már kisebbségben vannak. Helyette a korridort felosztották a kettő, a térségben többséget alkotó nép, a magyar és az osztrák közt. Az Ausztriához került rész neve Burgenland lett, mely ugyanazt jelenti, mint a szláv Hradsko/Gradišće, azaz "Várvidéket".

### A korridor utóélete
A Csehszlovákia és Jugoszlávia közti kapcsolat megkönnyítése a két háború közt, sőt még az 1960-as évek végén, az 1970-es évek elején is téma volt. Eleinte ez Magyarországon és Ausztrián keresztül vezető vámmentes vasúti áruszállítást jelentett, majd tervbe vettek egy Ausztria alatt átvezetendő, föld alatti gyorsvasutat is a két ország közt. Ez utóbbi sosem valósult meg.